# Studentensportvereniging
Een studentensportvereniging is een studentenvereniging waarin de leden dezelfde sport beoefenen. Dit kunnen teamsporten zijn, maar het kan ook een partner of individuele sport zijn.

## Nederland
Studentensportverenigingen van een aantal takken van de sport organiseren samen het jaarlijks Nederlands Studenten Kampioenschap.
In studentensteden bevindt zich vaak een overkoepelende sportorganisatie. Deze organiseren vaak algemene sportuurtjes zoals fitness, Indoor cycling, Bewegen Op Muziek en circuittraining. Ook worden er vaak verscheidene cursussen aangeboden. Wanneer een stad een overkoepelende sportorganisatie heeft, zijn ook de studentensportverenigingen meestal lid van deze organisatie.
In Nederland zijn er meer dan 300 studentensportverenigingen.

## Vlaanderen
In Vlaanderen biedt de Koninklijke Roeivereniging Club Gent sinds de jaren zestig van 20e eeuw mild competitief studentenroeien aan. Sinds 2004 werden het autonome, voornamelijk recreatief gericht, Studentenroeien Gent en het Xios Roeiteam uit Hasselt opgericht. Het zijn voorlopig de enige bekende studentensportverenigingen aldaar.